# Городище (Новгород-Сіверська міська громада)
Городи́ще — село в Україні, у Новгород-Сіверській міській громаді Новгород-Сіверського району Чернігівської області. Населення становить 20 осіб. До 2020 орган місцевого самоврядування — Бучківська сільська рада.

## Географія
Село розташоване на лівому березі річки Вара.

## Історія
На мапі Шуберта 1869 село не позначене, лише одинокий Панський дім.
12 червня 2020 року, відповідно до розпорядження Кабінету Міністрів України № 730-р «Про визначення адміністративних центрів та затвердження територій територіальних громад Чернігівської області», увійшло до складу Новгород-Сіверської міської громади.
19 липня 2020 року, в результаті адміністративно - територіальної реформи та ліквідації колишнього Новгород-Сіверського району, село увійшло до новоствореного Новгород-Сіверського району Чернігівської області.